# (95982) Beish
(95982) Beish est un astéroïde de la ceinture principale.

## Description
(95982) Beish est un astéroïde de la ceinture principale. Il fut découvert le 19 juin 2004 aux Monts Santa Catalina par le  Catalina Sky Survey. Il présente une orbite caractérisée par un demi-grand axe de 2,35 UA, une excentricité de 0,28 et une inclinaison de 8,8° par rapport à l'écliptique.